# Kalnciems
Kalciems (anciennement en allemand : Kalnzeem) est un village de Lettonie situé dans le Zemgale. Entre les années 1991 et 2010 elle possédait le statut de ville.

## Personnalités
- Ernst Johann von Biron (1690, Kalnzeem – 1772, Mittau), duc de Courlande.

## Population
- 47,2 % d'hommes

- 46,8 % de russes
- 39,8 % de lettons
- 5,8 % de biélorusses